# Constitución de 1857 Nemzeti Park
A Constitución de 1857 Nemzeti Park (spanyolul: Parque Nacional Constitución de 1857, jelentése: „1857-es alkotmány”) Mexikó egyik nemzeti parkja.

## Leírás
A valamivel több mint 50 km²-es nemzeti park Mexikó északnyugati részén, Alsó-Kalifornia állam Ensenada községének területén található a Sierra de Juárez hegységben. Jellemző növénytakarója a matorral és a tűlevelű erdő. Az itt található Hanson-tó egész Alsó-Kalifornia erdős területeinek egyetlen tartósan megmaradó tava, és mint ilyen, ökológiai szempontból rendkívül jelentős helyszín. Ennek köszönhetően 2010 óta a Ramsari egyezmény is védi.
A rendkívül tiszta levegőjű park mintegy 2000 méterrel fekszik a tenger szintje felett, így amellett, hogy nyáron igen meleg van, télen nulla fok alá süllyed a hőmérséklet, így tartósan megmaradhat a Mexikóban amúgy ritka hó, és befagy a nyáron pedig szinte kiszáradó Hanson-tó is. Jellegzetes látványt nyújtanak a parkszerte megtalálható hatalmas, lekerekített sziklák, a geológusok érdeklődését pedig a számos ásvány (gránátok, kvarc, csillámok, plagioklászok, turmalinok, hornblendék) kelti fel.
A helyszín legkönnyebben Ensenada városából közelíthető meg, ahonnan a 3-as számú úton kell elindulni San Felipe irányába, majd 38 km megtétele után, Ojos Negrosnál le kell térni egy földútra, amelyen körülbelül 50 km-re található a nemzeti park. A Hanson-tó partján lakó erdőőr háza mellett néhány bérelhető kunyhó is van a turisták számára, és sátrazásra is lehetőség van. A tótól 10 km-re egy kilátótornyot is felépítettek.

## Élővilág
Reprezentatív növényei a nagytobozú sárgafenyő, a négylevelű fenyő, az egylevelű fenyő és az Adenostoma sparsifolium nevű rózsaféle.
A területen egy endémikus állatfajt írtak le, a fehérhasú ökörszemet, további jellegzetes állatai a kaliforniai szamárnyúl, az Audubon-vattafarkúnyúl, a prérifarkas, a vörös hiúz, a puma, az öszvérszarvas, a szürkeróka, a nyugati szürkemókus, a mosómedve, az amerikai borz berlandieri alfaja, a szirti sas, az örvös lúd nigricans alfaja, a fehérfejű rétisas, a vörösvállú ölyv és a kis hattyú. A Hanson-tóban legalább 29-féle madárfaj talál élőhelyet, köztük olyan költöző madarak, mint a kendermagos réce és az amerikai barátréce.

## Képek

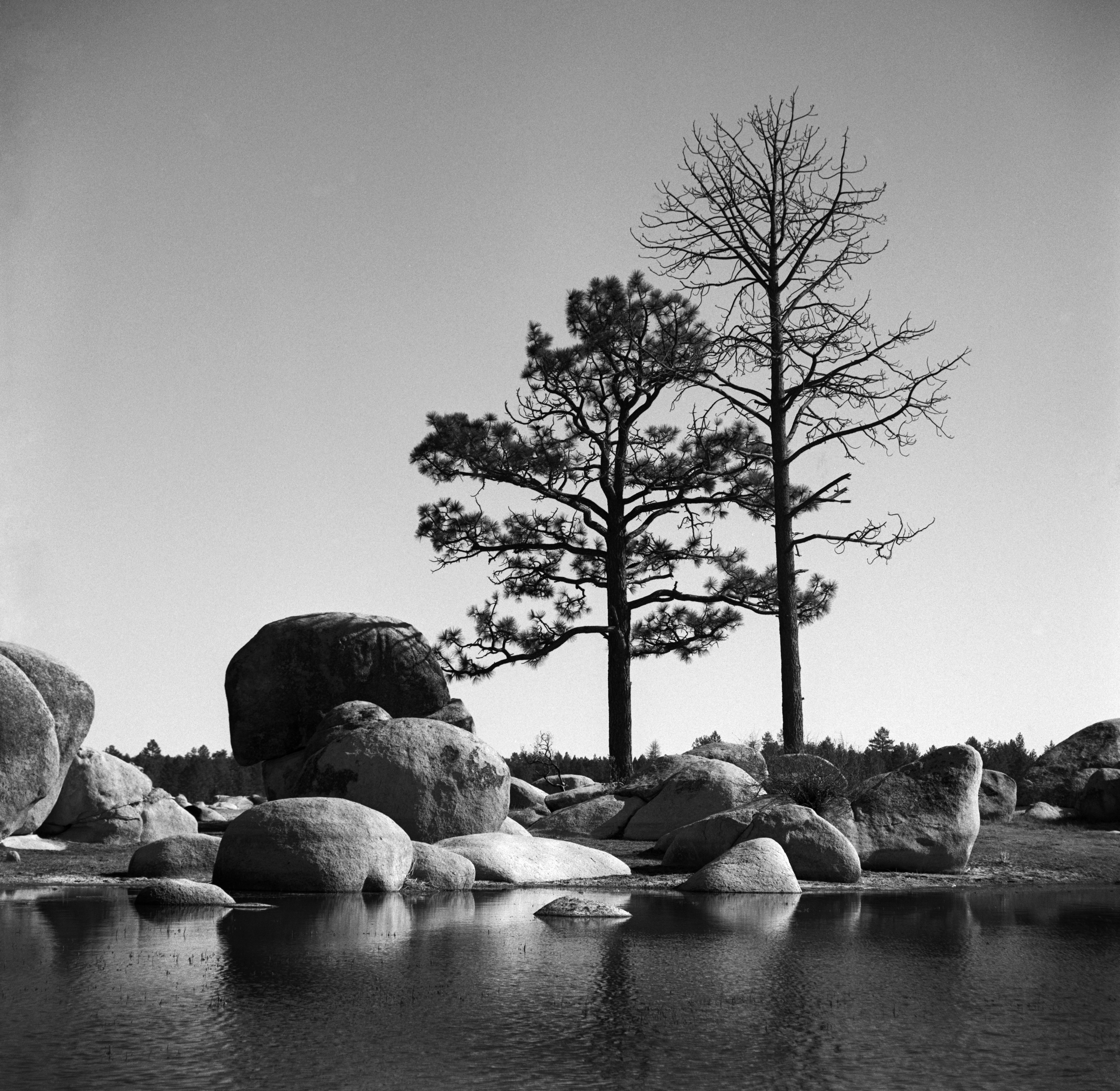
A Hanson-tó
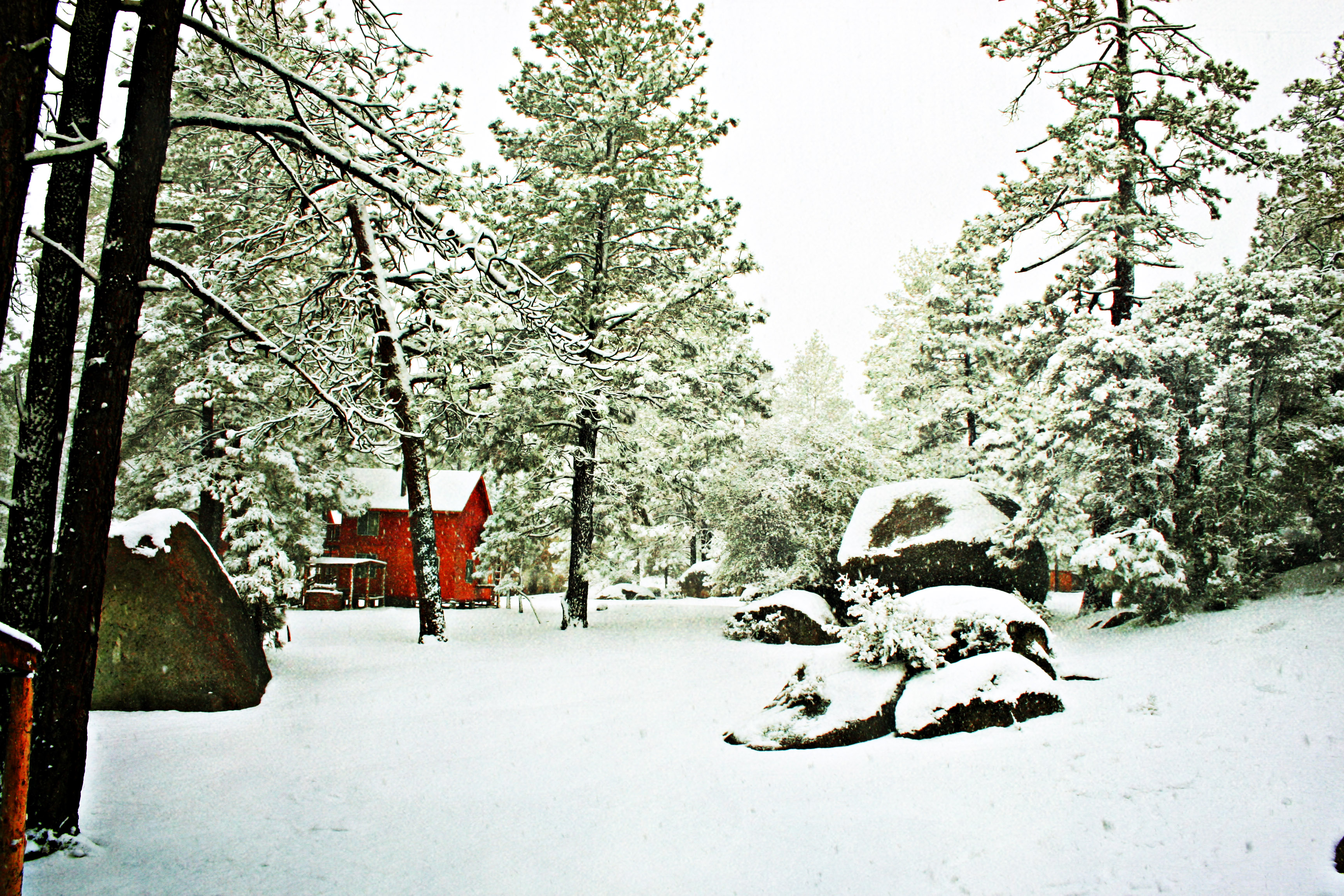
Havas táj a nemzeti parkban